# La Pola Llaviana
La Pola Llaviana (spanska: Pola de Laviana) är en ort i Spanien.   Den ligger i provinsen Province of Asturias och regionen Asturien, i den norra delen av landet, 300 km nordväst om huvudstaden Madrid. La Pola Llaviana ligger 296 meter över havet och antalet invånare är 14 210.
Terrängen runt La Pola Llaviana är huvudsakligen kuperad, men söderut är den bergig. La Pola Llaviana ligger nere i en dal. Runt La Pola Llaviana är det ganska glesbefolkat, med 36 invånare per kvadratkilometer. Närmaste större samhälle är Langreo, 11,3 km nordväst om La Pola Llaviana. I omgivningarna runt La Pola Llaviana växer i huvudsak blandskog.